# Watasenia-luciferina 2-monoossigenasi
La Watasenia-luciferina 2-monoossigenasi è un enzima appartenente alla classe delle ossidoreduttasi, che catalizza la seguente reazione:
luciferina di Watasenia + O2 ⇄ luciferina di Watasenia ossidata + CO2 + hν
L'enzima del calamaro luminoso Watasenia può essere saggiato misurando l'emissione luminosa.